# Beneško okno
Beneško okno (znano tudi kot Serlijevsko okno) je veliko tristransko okno, ki je ključni element v paladijevski arhitekturi. Sebastiano Serlio (1475–1554) ga ni izumil, znano pa je kot pomemben element opusa italijanskega arhitekta Andree Palladia (1508–1580) in je skoraj zaščitni znak njegove zgodnje kariere. Pravo palladijevsko okno je izdelana različica.

## Pregled
Beneško okno je sestavljeno iz obokane sredinske odprtine, ki jo simetrično obdajata dve krajši stranski odprtini. Vsaka stranska odprtina je obdana z dvema stebroma ali pilastroma, na vrhu pa je majhna entablatura. Entablature služijo kot imposti, ki podpirajo polkrožni lok, ki je na vrhu osrednje odprtine. V knjižnici v Benetkah je Jacopo Sansovino spremenil zasnovo tako, da je dva notranja pilastra zamenjal s stebri. Opisovanje njegovega izvora kot paladijevskega ali beneškega ni točno; motiv je prvi uporabil Donato Bramante, kasneje pa ga je omenil Serlio v svoji arhitekturni knjigi v sedmih zvezkih Tutte l'opere d'architettura et prospetiva, ki razlaga ideale Vitruvija in rimske arhitekture, to obokano okno obdajata dve nižji pravokotni odprtini, motiv, ki se je prvič pojavil na slavolokih starega Rima.
Palladio je v veliki meri uporabljal motiv, predvsem v arkadah Basilice Palladiana v Vicenzi. To je tudi značilnost njegovega vhoda v vilo Forni Cerato. Morda je prav ta obsežna uporaba motiva v Benečiji oknu dala alternativno ime beneško okno; znano je tudi kot Serlijevsko okno. Ne glede na ime ali izvor je ta oblika okna verjetno postala ena najtrajnejših značilnosti Palladijevega dela v kasnejših arhitekturnih slogih, ki so se razvili iz paladijanizma. Po besedah Jamesa Lees-Milna se je v Veliki Britaniji prvič pojavil v predelanih krilih Burlington House v Londonu, kjer je bil neposredni vir dejansko v načrtih Iniga Jonesa za palačo Whitehall, namesto da bi jih črpal iz samega Palladia.

## Palladijevsko okno
Palladijevsko okno ali Palladijev motiv je Palladijeva izdelava tega, kar se običajno uporablja v seriji. Med vsako okno postavi velik ali kolosalni red in podvoji majhne stebre, ki podpirajo stranske preklade, tako da drugi steber postavi zadaj namesto poleg prvega. To je uvedeno v Basilici Palladiana v Vicenzi, kjer se uporablja v obeh nadstropjih; ta funkcija je bila manj pogosto kopirana. Tukaj odprtine niso strogo okna, saj zapirajo ložo. Pilastri lahko nadomestijo stebre, kot v drugih kontekstih. Sir John Summerson predlaga, da je izpustitev podvojenih stebrov morda dovoljena, vendar »bi moral biti izraz paladijanski motiv omejen« na primere, kjer je prisoten večji red.

## Različice
Različica, v kateri je motiv zaprt v razbremenilnem slepem loku, ki združuje motiv, ni Palladijeva, čeprav se zdi, da je Burlington domneval, da je tako, ko je uporabil risbo v svoji lasti, ki prikazuje tri take značilnosti v navadni steni (glej ilustracija Claydon House desno). Sodobna stroka pripisuje risbo Scamozziju. Burlington je uporabil motiv leta 1721 za dvig Tottenham House v Savernake Forestu za svojega svaka Lorda Brucea (od takrat preoblikovan). Kent ga je pobral v svojih načrtih za parlament in pojavlja se v Kentovih izvedenih načrtih za severno fasado Holkham Hall.
Okno Ipswich je še ena različica.